# بتسی تورنز
بتسی تورنز (انگلیسی: Betsy Túrnez؛ زادهٔ ۱۳ اکتبر ۱۹۷۴) بازیگر اهل اسپانیا است.
از فیلم‌های او می‌توان به مرلی و ۴۷ اشاره کرد.